# Áta
Áta (em alemão:   Atta; em croata:   Ata) é uma vila da Hungria, situada no condado de Baranya. Tem 8,09 km² de área e sua população em 2019 foi estimada em 647 habitantes.